# Александровское (Костромская область)
Алекса́ндровское — деревня в Островском районе Костромской области. Входит в состав Островского сельского поселения.

## География
Деревня находится в южной части Костромской области, на расстоянии примерно 14 км (по прямой) к юго-востоку от посёлка Островское, административного центра района.

### Часовой пояс
Деревня Александровское, как и вся Костромская область, находится в часовой зоне МСК (московское время). Смещение применяемого времени относительно UTC составляет +3:00.

## История
Летом 2013 года недалеко от посёлка Александровское работал летний молодёжный лагерь движения «Суть времени», где две недели «отдыхали и учились» около 700 человек. На территории бывшей картонной фабрики было зарегистрировано ООО «Александровская слобода», связанное с лидером «Сути времени» Сергеем Кургиняном. Там поселилась коммуна, состоящая из полусотни членов «Сути времени» с детьми.

## Население
| 2008 | 2010 | 2014 |
| ---- | ---- | ---- |
| 712  | ↘585 | ↗718 |

### Национальный состав
Согласно результатам переписи 2002 года, в национальной структуре населения русские составляли 99 % из 786 чел.

## Известные уроженцы
- Григоров, Александр Александрович (1904—1989) — советский краевед.